# Katherine Lange
Katherine Lange (Hibbing, 21 luglio 1992) è una pallavolista statunitense.
Gioca nel ruolo di schiacciatrice.

## Carriera
La carriera di Katherine Lange inizia nei tornei scolastici statunitensi, giocando per la squadra della Hibbing High School. In seguito gioca a livello universitario, prendendo parte alla Division II NCAA con la University of Minnesota Duluth dal 2010 al 2013.
Nella stagione 2014-15 inizia la carriera professionistica trasferendosi in Francia, dove prende parte col Terville Florange Olympique Club alla Ligue A.